# Porsche 993
Porsche 993 är en sportbil, tillverkad av den tyska biltillverkaren Porsche mellan 1993 och 1998.

## Bakgrund
Med Porsche 964 hade företaget uppdaterat den gamla 911-modellen till en modern sportbil. På den nya 993:an var modifieringarna ännu mer omfattande.
Karossen fick en mer aerodynamiskt utformad front. Bilen fick en ny, avancerad bakvagnsupphängning, som bättre avhjälpte svansmotor-konceptets inneboende överstyrning. Motorn hade trimmats till ytterligare lite högre effekt och bilen hade en ny, sexväxlad växellåda.
Fyrhjulsdriften i Carrera 4 hade utvecklats ytterligare, med en viskokoppling i mittdifferentialen. Systemet var så effektivt, att principen användes även på 997:an.
Porsche 993 räknas av många märkesentusiaster som den sista "riktiga" Porschen, baserad på den ursprungliga 911:an och fortfarande med luftkyld motor. Den anses även som den yppersta av de luftkylda generationerna.

## Porsche 993

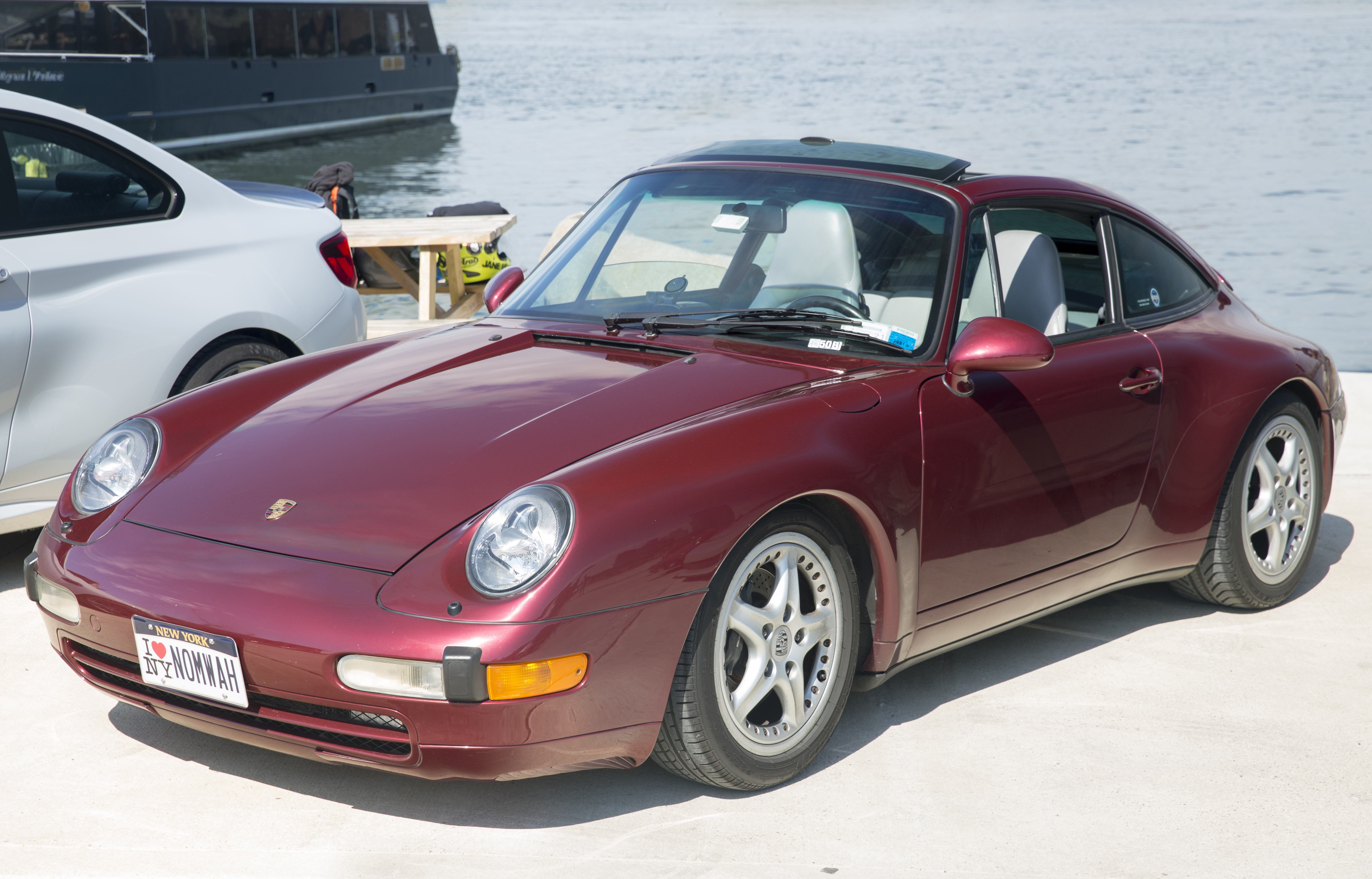
Porsche 993 Carrera Targa

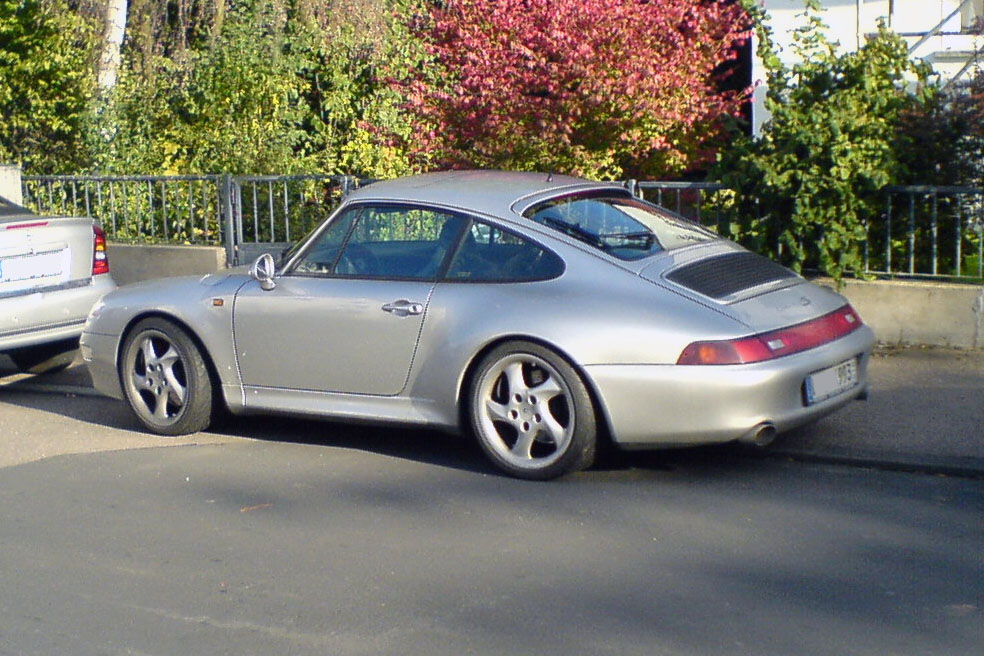
Porsche 993 Carrera S

Porsche 993 introducerades till modellåret 1994 som den bakhjulsdrivna Carrera och den fyrhjulsdrivna Carrera 4. Bägge versionerna tillverkades som coupé och cabriolet. Till modellåret 1996 uppdaterades motorn med variabla insugningsrör, ett system kallat VarioRam, för högre motoreffekt.
Modellåret 1996 tillkom en ny Targa-modell. Den äldre modellens avtagbara tak, som skulle stuvas undan i bagageutrymmet, ersattes nu av en öppningsbar lucka av glas, som med hjälp av elmotorer gled bakåt och parkerade innanför bakrutan.
Till 1996 presenterades även Carrera 4S, med den bredare karossen från Turbo-modellen. Ett år senare tillkom den bakhjulsdrivna Carrera S.
Under 1995 tillkom 993 Turbo. Bilen särskilde sig från Carrera-modellerna med sin breddade kaross, modifierade front och en stor fast spoiler på motorluckan, som även rymde en intercooler. Motorn hade modifierats med bland annat dubbla KKK-turboaggregat (KKK-K16) och effekten hade ökat betydligt jämfört med tidigare modeller. För att tygla kraften fick Turbon för första gången fyrhjulsdrift.

### Tekniska data
| Porsche 993:                              | 911 Carrera (1993-95) | 911 Carrera 4 (1993-95) | 911 Carrera och Targa (1995-98) | 911 Carrera 4 (1995-98) | 911 Carrera S (1996-98) | 911 Carrera 4S (1995-98) | 911 Turbo (1995-98) |
| ----------------------------------------- | --- | --- | --- | --- | --- | --- | --- |
| Motor:                                    | 6-cyl boxermotor | 6-cyl boxermotor | 6-cyl boxermotor | 6-cyl boxermotor | 6-cyl boxermotor | 6-cyl boxermotor | 6-cyl boxermotor med turbo |
| Cylindervolym:                            | 3600 cm³ | 3600 cm³ | 3600 cm³ | 3600 cm³ | 3600 cm³ | 3600 cm³ | 3600 cm³ |
| Borrning x slaglängd:                     | 100,0 x 76,4 mm | 100,0 x 76,4 mm | 100,0 x 76,4 mm | 100,0 x 76,4 mm | 100,0 x 76,4 mm | 100,0 x 76,4 mm | 100,0 x 76,4 mm |
| Max effekt vid varvtal:                   | 272 hk vid 6 100 v/min | 272 hk vid 6 100 v/min | 285 hk vid 6 500 v/min | 285 hk vid 6 500 v/min | 285 hk vid 6 500 v/min | 285 hk vid 6 500 v/min | 408 hk vid 5 750 v/min |
| Max vridmoment vid varvtal:               | 330 Nm vid 5 000 v/min | 330 Nm vid 5 000 v/min | 340 Nm vid 5 250 v/min | 340 Nm vid 5 250 v/min | 340 Nm vid 5 250 v/min | 340 Nm vid 5 250 v/min | 540 Nm vid 4 500 v/min |
| Kompression:                              | 11,3 : 1 | 11,3 : 1 | 11,3 : 1 | 11,3 : 1 | 11,3 : 1 | 11,3 : 1 | 8,0 : 1 |
| Ventilstyrning:                           | En överliggande kamaxel per cylinderrad | En överliggande kamaxel per cylinderrad | En överliggande kamaxel per cylinderrad | En överliggande kamaxel per cylinderrad | En överliggande kamaxel per cylinderrad | En överliggande kamaxel per cylinderrad | En överliggande kamaxel per cylinderrad |
| Kylning:                                  | Luftkylning, med separat oljekylare fram | Luftkylning, med separat oljekylare fram | Luftkylning, med separat oljekylare fram | Luftkylning, med separat oljekylare fram | Luftkylning, med separat oljekylare fram | Luftkylning, med separat oljekylare fram | Luftkylning, med separat oljekylare fram |
| Kraftöverföring:                          | Carrera, S och Targa: 6-växlad växellåda, bakhjulsdrift Tillval på Carrera: 4-stegs automatlåda (Tiptronic), bakhjulsdrift Carrera 4 och 4S: 6-växlad växellåda, fyrhjulsdrift Turbo: 5-växlad växellåda, fyrhjulsdrift | Carrera, S och Targa: 6-växlad växellåda, bakhjulsdrift Tillval på Carrera: 4-stegs automatlåda (Tiptronic), bakhjulsdrift Carrera 4 och 4S: 6-växlad växellåda, fyrhjulsdrift Turbo: 5-växlad växellåda, fyrhjulsdrift | Carrera, S och Targa: 6-växlad växellåda, bakhjulsdrift Tillval på Carrera: 4-stegs automatlåda (Tiptronic), bakhjulsdrift Carrera 4 och 4S: 6-växlad växellåda, fyrhjulsdrift Turbo: 5-växlad växellåda, fyrhjulsdrift | Carrera, S och Targa: 6-växlad växellåda, bakhjulsdrift Tillval på Carrera: 4-stegs automatlåda (Tiptronic), bakhjulsdrift Carrera 4 och 4S: 6-växlad växellåda, fyrhjulsdrift Turbo: 5-växlad växellåda, fyrhjulsdrift | Carrera, S och Targa: 6-växlad växellåda, bakhjulsdrift Tillval på Carrera: 4-stegs automatlåda (Tiptronic), bakhjulsdrift Carrera 4 och 4S: 6-växlad växellåda, fyrhjulsdrift Turbo: 5-växlad växellåda, fyrhjulsdrift | Carrera, S och Targa: 6-växlad växellåda, bakhjulsdrift Tillval på Carrera: 4-stegs automatlåda (Tiptronic), bakhjulsdrift Carrera 4 och 4S: 6-växlad växellåda, fyrhjulsdrift Turbo: 5-växlad växellåda, fyrhjulsdrift | Carrera, S och Targa: 6-växlad växellåda, bakhjulsdrift Tillval på Carrera: 4-stegs automatlåda (Tiptronic), bakhjulsdrift Carrera 4 och 4S: 6-växlad växellåda, fyrhjulsdrift Turbo: 5-växlad växellåda, fyrhjulsdrift |
| Bromsar:                                  | Ventilerade skivbromsar, ABS | Ventilerade skivbromsar, ABS | Ventilerade skivbromsar, ABS | Ventilerade skivbromsar, ABS | Ventilerade skivbromsar, ABS | Ventilerade skivbromsar, ABS | Ventilerade skivbromsar, ABS |
| Hjulupphängning fram:                     | Undre tvärlänkar, McPhersonben, skruvfjädrar, krängningshämmare | Undre tvärlänkar, McPhersonben, skruvfjädrar, krängningshämmare | Undre tvärlänkar, McPhersonben, skruvfjädrar, krängningshämmare | Undre tvärlänkar, McPhersonben, skruvfjädrar, krängningshämmare | Undre tvärlänkar, McPhersonben, skruvfjädrar, krängningshämmare | Undre tvärlänkar, McPhersonben, skruvfjädrar, krängningshämmare | Undre tvärlänkar, McPhersonben, skruvfjädrar, krängningshämmare |
| Hjulupphängning bak:                      | Multilänkaxel, skruvfjädrar, krängningshämmare | Multilänkaxel, skruvfjädrar, krängningshämmare | Multilänkaxel, skruvfjädrar, krängningshämmare | Multilänkaxel, skruvfjädrar, krängningshämmare | Multilänkaxel, skruvfjädrar, krängningshämmare | Multilänkaxel, skruvfjädrar, krängningshämmare | Multilänkaxel, skruvfjädrar, krängningshämmare |
| Kaross:                                   | Carrera: självbärande stålkaross med hastighetsberoende bakspoiler Turbo: självbärande stålkaross med fast bakspoiler                                                                                                   | Carrera: självbärande stålkaross med hastighetsberoende bakspoiler Turbo: självbärande stålkaross med fast bakspoiler                                                                                                   | Carrera: självbärande stålkaross med hastighetsberoende bakspoiler Turbo: självbärande stålkaross med fast bakspoiler                                                                                                   | Carrera: självbärande stålkaross med hastighetsberoende bakspoiler Turbo: självbärande stålkaross med fast bakspoiler                                                                                                   | Carrera: självbärande stålkaross med hastighetsberoende bakspoiler Turbo: självbärande stålkaross med fast bakspoiler                                                                                                   | Carrera: självbärande stålkaross med hastighetsberoende bakspoiler Turbo: självbärande stålkaross med fast bakspoiler                                                                                                   | Carrera: självbärande stålkaross med hastighetsberoende bakspoiler Turbo: självbärande stålkaross med fast bakspoiler                                                                                                   |
| Spårvidd fram/bak:                        | 1405/1445 mm | 1405/1445 mm | 1405/1445 mm | 1405/1445 mm | 1410/1505 mm | 1410/1505 mm | 1410/1505 mm |
| Hjulbas:                                  | 2272 mm | 2272 mm | 2272 mm | 2272 mm | 2272 mm | 2272 mm | 2272 mm |
| Fälgar, däck:                             | Fram: 7J x 16 med 205/55 ZR16, bak: 9J x 16 med 245/50 ZR16 Tillval fram: 7J x 17 med 205/50 ZR17, bak: 9J x 17 med 255/40 ZR17                                                                                         | Fram: 7J x 16 med 205/55 ZR16, bak: 9J x 16 med 245/50 ZR16 Tillval fram: 7J x 17 med 205/50 ZR17, bak: 9J x 17 med 255/40 ZR17                                                                                         | Fram: 7J x 16 med 205/55 ZR16, bak: 9J x 16 med 245/50 ZR16 Tillval fram: 7J x 17 med 205/50 ZR17, bak: 9J x 17 med 255/40 ZR17                                                                                         | Fram: 7J x 16 med 205/55 ZR16, bak: 9J x 16 med 245/50 ZR16 Tillval fram: 7J x 17 med 205/50 ZR17, bak: 9J x 17 med 255/40 ZR17                                                                                         | Fram: 8J x 18 med 225/40 ZR18 Bak: 10J x 18 med 285/30 ZR18 | Fram: 8J x 18 med 225/40 ZR18 Bak: 10J x 18 med 285/30 ZR18 | Fram: 8J x 18 med 225/40 ZR18 Bak: 10J x 18 med 285/30 ZR18 |
| Längd x bredd x höjd:                     | 4245 x 1735 x 1310 mm | 4245 x 1735 x 1310 mm | 4245 x 1735 x 1310 mm | 4245 x 1735 x 1310 mm | 4245 x 1795 x 1310 mm | 4245 x 1795 x 1310 mm | 4245 x 1795 x 1310 mm |
| Tomvikt:                                  | 1400 kg | 1420 kg | 1400 kg | 1420 kg | 1470 kg | 1470 kg | 1470 kg |
| Topphastighet:                            | 270 km/h (Tiptronic 265 km/h) | 270 km/h (Tiptronic 265 km/h) | 275 km/h | 275 km/h | 275 km/h | 275 km/h | 290 km/h |
| Acceleration 0 – 100 km/h:                | 5,6 s (Tiptronic 6,6 s) | 5,6 s (Tiptronic 6,6 s) | 5,3 s | 5,3 s | 5,3 s | 5,3 s | 4,5 s |
| Acceleration 0 – 200 km/h:                | | | | | | | 14,3 s |
| Bränsleförbrukning per 100 km (98 Oktan): | 11,4 l | 11,5 l | 11,2 l | 11,3 l | 11,5 l | 11,5 l | 13,2 l |

## Sportversioner

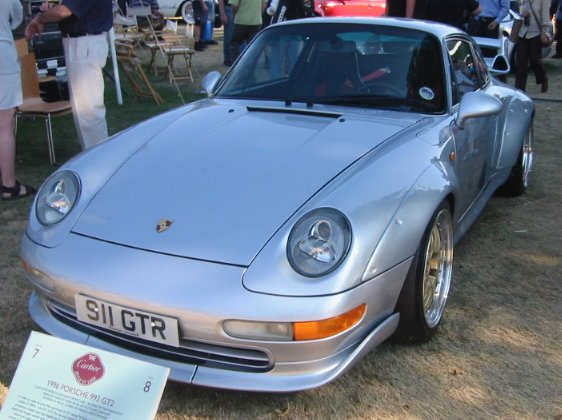
Porsche 993 GT2

Carrera RS var den 993-modell som mest liknade sin företrädare, med samma 3,8-litersmotor. Vikten sänktes genom att den mesta komfortutrustningen skalades bort. Bilen såldes även i ett ännu lättare Clubsport-utförande. Clubsport var endast avsedd för motorsport och såldes komplett med störtbåge.
GT2 var en tävlingsversion av Turbo-modellen. Bilen baserades på den lätta Carrera RS och för att ytterligare spara vikt var den enbart bakhjulsdriven.

### Tekniska data
| Motor:                         | 6-cyl boxermotor                                                | 6-cyl boxermotor med turbo                                      |                                                                 |                                                                 |
| Cylindervolym:                 | 3746 cm³                                                        | 3600 cm³                                                        |                                                                 |                                                                 |
| Borrning x slaglängd:          | 102,0 x 76,4 mm                                                 | 100,0 x 76,4 mm                                                 |                                                                 |                                                                 |
| Max effekt vid varvtal:        | 300 hk vid 6 500 v/min                                          | 430 hk vid 5 750 v/min                                          |                                                                 |                                                                 |
| Max vridmoment vid varvtal:    | 355 Nm vid 5 400 v/min                                          | 540 Nm vid 5 400 v/min                                          |                                                                 |                                                                 |
| Kompression:                   | 11,3 : 1                                                        | 8,0 : 1                                                         |                                                                 |                                                                 |
| Ventilstyrning:                | En överliggande kamaxel per cylinderrad                         | En överliggande kamaxel per cylinderrad                         |                                                                 |                                                                 |
| Kylning:                       | Luftkylning                                                     | Luftkylning                                                     |                                                                 |                                                                 |
| Kraftöverföring:               | 6-växlad växellåda, bakhjulsdrift                               | 6-växlad växellåda, bakhjulsdrift                               |                                                                 |                                                                 |
| Bromsar:                       | Ventilerade skivbromsar, ABS                                    | Ventilerade skivbromsar, ABS                                    |                                                                 |                                                                 |
| Hjulupphängning fram:          | Undre tvärlänkar, McPhersonben, skruvfjädrar, krängningshämmare | Undre tvärlänkar, McPhersonben, skruvfjädrar, krängningshämmare | Undre tvärlänkar, McPhersonben, skruvfjädrar, krängningshämmare | Undre tvärlänkar, McPhersonben, skruvfjädrar, krängningshämmare |
| Hjulupphängning bak:           | Multilänkaxel, skruvfjädrar, krängningshämmare                  | Multilänkaxel, skruvfjädrar, krängningshämmare                  | Multilänkaxel, skruvfjädrar, krängningshämmare                  | Multilänkaxel, skruvfjädrar, krängningshämmare                  |
| Kaross:                        | Självbärande stålkaross med fast bakspoiler                     | Självbärande stålkaross med fast bakspoiler                     |                                                                 |                                                                 |
| Spårvidd fram/bak:             | 1413/1452 mm                                                    | 1475/1550 mm                                                    |                                                                 |                                                                 |
| Hjulbas:                       | 2272 mm                                                         | 2272 mm                                                         |                                                                 |                                                                 |
| Fälgar, däck;                  | Fram: 8J x 18 med 225/40 ZR18 Bak: 10J x 18 med 265/35 ZR18     | Fram: 9J x 18 med 235/40 ZR18 Bak: 11J x 18 med 285/35 ZR18     |                                                                 |                                                                 |
| Längd x bredd x höjd:          | 4245 x 1735 x 1310 mm                                           | 4245 x 1855 x 1310 mm                                           |                                                                 |                                                                 |
| Tomvikt:                       | 1270 kg                                                         | 1295 kg                                                         |                                                                 |                                                                 |
| Topphastighet:                 | 277 km/h                                                        | 295 km/h                                                        |                                                                 |                                                                 |
| Acceleration 0 – 100 km/h:     | 5,0 s                                                           | 4,4 s                                                           |                                                                 |                                                                 |
| Bränsleförbrukning per 100 km: | 12,4 l                                                          |                                                                 |                                                                 |                                                                 |
| Tillverkning:                  | 1146 st                                                         |                                                                 |                                                                 |                                                                 |